# At the fringe
At the fringe, ibland Tranås at the fringe, är en årlig internationell kulturfestival som samarrangeras av flera aktörer i Tranås sedan 2014, med föreningen Kultivera som huvudarrangör.